# Maria Hassabi
Maria Hassabi (* 1973 in Nicosia) ist eine zyprische Performancekünstlerin und Choreografin.

## Leben und Werk
Maria Hassabi erlangte 1994 den Bachelor of Fine Arts für Performance und Choreografie am California Institute of the Arts. Sie erhielt 2009 den Grants to Artists der Foundation for Contemporary Arts. und 2011 ein Guggenheim-Stipendium.
Die Performances und Live-Installationen von Maria Hassabi arbeiten mit Stille und Langsamkeit. Die ausführenden Körper changieren zwischen Tanz und Skulptur, lebendigem Körper und Stillleben. Ihre für Galerien, Theater und öffentliche Räume produzierten Arbeiten thematisieren die Trennung zwischen Spektakulärem und Alltäglichem, zwischen Subjekt und Objekt, zwischen Performer und Publikum.

## Ausstellungen (Auswahl)
- 2013: 55. Biennale di Venezia, Venedig
- 2014: Steirischer Herbst, Graz
- 2015: Stedelijk Museum, Amsterdam
- 2016: Museum of Modern Art, New York
- 2017: documenta 14, Kassel
- 2021: Wiener Secessionsgebäude[4]